# Yang Jin-sung
Yang Jin-sung (nacida el 27 de junio de 1988) es una actriz surcoreana. 

## Carrera
Es miembro de la agencia "CL&Company Entertainment".
Después de debutar en la película del 2010 Wedding Dress, interpretó varios personajes de reparto en dramas como el de la exnovia muerta del protagonista en Secreto de Amor (2013). 
Protagonizó por primera vez con un doble personaje el drama de fantasía y romance Novia del siglo.

## Filmografía

### Series de televisión
| Año  | Serie                                           | Rol                      | Canal        | Ref.        |
| ---- | ----------------------------------------------- | ------------------------ | ------------ | ----------- |
| 2011 | City Hunter                                     | Shin Eun-ah              | SBS          |             |
| 2011 | Just Like Today                                 | Moon Hyo-jin             | MBC          |             |
| 2013 | She Is Wow                                      | Yoo Nan-hee              | tvN          |             |
| 2013 | Secret Love                                     | Seo Ji-hee               | KBS2         | [ 5 ] [ 6 ] |
| 2013 | Drama Festival - Me, Dad, Mom, Grandma and Anna | Anna                     | MBC          |             |
| 2014 | Bride of the Century                            | Na Doo-rim/Jang Yi-kyung | TV Chosun    |             |
| 2015 | My Unfortunate Boyfriend                        | Yoo Ji-na                | MBC Dramanet |             |
| 2016 | Marrying My Daughter Twice                      | Park Soo-kyung           | SBS          |             |
| 2017 | Chicago Typewriter                              | Ma Bang-jin              | tvN          |             |
| 2018 | Cross                                           | Son Yeon-hee             | tvN          |             |
| 2018 | Let Me Introduce Her                            | Song Chae-young          | SBS          | [ 7 ]       |

### Cine
| Año  | Título           | Papel    |
| ---- | ---------------- | -------- |
| 2010 | Vestido de Novia | So-ra    |
| 2013 | La esperanza     | Do-kyung |